# Erik Amdrup
Erik Amdrup (født 21. februar 1923 i Visby ved Tønder, død 22. februar 1998) var en dansk professor i kirurgi, overlæge og forfatter. 
Amdrup var fra 1965 assisterende overlæge ved Københavns Kommunehospital, fra 1971 til 1988 overlæge ved kirurgisk gastroenterologisk afdeling på Århus Kommunehospital og professor i kirurgi ved Aarhus Universitet. Hans forskning i mavesår og kirurgisk behandling af disse vandt international anerkendelse. Han var aktiv i oprettelsen af Institut for Eksperimentel Klinisk Forskning ved Aarhus Universitet, og var i en periode instituttets leder.
56 år gammel debuterede Amdrup i 1979 som skønlitterær forfatter med kriminalromanen Hilsen fra Hans. Flere af hans romaner blev hædret som årets bedste danske kriminalroman. Romanen Renters rente blev i 1996 filmatiseret som TV-serie af DR.

### Faglitteratur
- Dumpingsyndromet og andre måltidsbestemte gener optrædende hos ventricelresecerede patienter (1960)
- Studies on peptic ulcer disease in department of surgery 1, Kommunehospitalet Copenhagen (1987)
- Kirurgisk gastroenterologi. En klinisk indføring (1978)
- Som jeg så det. En kirurgs tilbageblik – erindringer (1998)

### Fiktion
- Hilsen fra Hans (1979)
- Den næste (1981)
- Hvem førte kniven? (1983)
- Muldvarpen (1983)
- Trappen med de tretten trin (1984)
- Uansøgt afsked (1984)
- Arme riddere (1985)
- Mistænkt – ungdomsroman (1985)
- Skybrud (1986)
- Rene af hjertet (1987
- Stemmen og ansigtet – ungdomsroman (1987)
- Lucifers lov (1988)
- Ude i tovene (1989)
- Renters rente (1989)
- Nat på stationen (1990)
- Norden for lands lov (1991)
- Oh – at styre! (1991)
- Virtuosen (1992)
- Tro, håb og nederlag (1993)
- Angstens ansigt og andre historier (1994)
- Fæstningen (1995)
- Autonom (1996)
- Den andens brød (1997)
- I skygge (1998)

## Priser
- De gyldne håndjern (uddelt av Poe-klubben i Danmark) 1984, for Hvem førte kniven
- De gyldne håndjern 1985, for Uansøgt afsked
- Palle Rosenkrantz-prisen 1989, for Renters rente